# Islamische Fiqh-Akademie (Indien)
Die Islamische Fiqh-Akademie (engl. Islamic Fiqh Academy; IFA) mit Sitz in Delhi, Indien, ist eine der führenden islamischen Fiqh-Organisationen in Indien. Sie wurde 1988 gegründet und 1990 als Wohltätigkeitsstiftung eingetragen. Ihr erster Generalsekretär war der indische islamische Rechtsgelehrte Qazi Mujahidul Islam Qasmi (1936–2002). Als eine fiqh-Akademie zielt sie ab, ein Forum zu schaffen, in dem Gelehrte das islamische Recht oder fiqh diskutieren können. 2011 wurde Maulana Nematullah Azmi zu ihrem Präsidenten gewählt.

## Publikationen (Auswahl)
- Enzyklopädie des islamischen Rechts (Urdu-Übersetzung)[4]
- Qazi Mujahidul Islam Qasmi: The Islamic Concept of Animal Slaughter. 2005 (Online)